# Libero De Rienzo
Pasquale Libero De Rienzo (Nápoles, 24 de febrero de 1977-Roma, 15 de julio de 2021) fue un actor, director y guionista de cine italiano.

## Biografía
Nacido en el barrio de Chiaia en Nápoles, a los dos años de edad se mudó con su familia a Roma, donde su padre, el actor y periodista Fiore De Rienzo, trabajaba como asistente del director Citto Maselli. Debutó como actor en 1999, actuando en Asini de Antonello Grimaldi. En 2002 ganó el David de Donatello por mejor actor de reparto en Santa Maradona de Marco Ponti; gracias a su actuación en esta película, también fue premiado como mejor actor en el Festival Internacional de Cine de Mar del Plata. En 2004 fue el protagonista de A/R Andata + Ritorno junto a la actriz italo-española Vanessa Incontrada, siendo dirigido otra vez por Marco Ponti. Fue guionista, director y actor de Sangue - La morte non esiste, que ganó algunos premios como el Ciak d'oro, categoría Mini/Skoda Bello & Invisibile en 2007.
También trabajó en algunas producciones televisivas, entre ellas el telefilme Più leggero non basta (1998), dirigió por Elisabetta Lodoli, y las miniseries Nassiriya - Per non dimenticare (2007), de Michele Soavi, y Aldo Moro - Il presidente (2008), de Gianluca Maria Tavarelli. En 2009 volvió al cine con la película Fortapàsc, de Marco Risi, donde interpretó el papel del periodista Giancarlo Siani. En 2011 actuó en La kryptonite nella borsa de Ivan Cotroneo. En 2014, fue uno de los protagonistas de Smetto quando voglio, comedia dirigida por Sydney Sibilia que tuvo dos secuelas en 2017: Smetto quando voglio - Masterclass y Smetto quando voglio - Ad honorem.
Murió prematuramente de un ataque cardíaco el 15 de julio de 2021 en su casa de Roma, con solo cuarenta y cuatro años de edad.

## Vida privada
Estaba casado con la diseñadora de vestuario Marcella Mosca, con la que tuvo dos hijos.

## Filmografía

### Cine
- Asini, de Antonello Grimaldi (1999)
- La via degli angeli, de Pupi Avati (1999)
- A mia sorella!, de Catherine Breillat (2001)
- Santa Maradona, de Marco Ponti (2001)
- Benzina, de Monica Stambrini (2001)
- Gioco con la morte, de Maurizio Longhi (2002)
- A/R Andata + Ritorno, de Marco Ponti (2004)
- Sangue - La morte non esiste, de Libero De Rienzo (2005)
- Milano Palermo - Il ritorno, de Claudio Fragasso (2007)
- Fortapàsc, de Marco Risi (2009)
- Le ultime 56 ore, de Claudio Fragasso (2010)
- Todos a la playa, de Matteo Cerami (2011)
- La kryptonite nella borsa, de Ivan Cotroneo (2011)
- Miele, de Valeria Golino (2013)
- Smetto quando voglio, de Sydney Sibilia (2014)
- Ho ucciso Napoleone, de Giorgia Farina (2015)
- La macchinazione, de David Grieco (2016)
- Cristian e Palletta contro tutti, de Antonio Manzini (2016)
- Smetto quando voglio - Masterclass, de Sydney Sibilia (2017)
- Easy - Un viaggio facile facile, de Andrea Magnani (2017)
- La casa di famiglia, de Augusto Fornari (2017)
- Smetto quando voglio - Ad honorem, de Sydney Sibilia (2017)
- Una vita spericolata, de Marco Ponti (2018)
- Restiamo amici, de Antonello Grimaldi (2018)
- Dolceroma, de Fabio Resinaro (2019)
- Los dos papas, de Fernando Meirelles (2019)
- A Tor Bella Monaca non piove mai, de Marco Bocci (2019)
- Cambio tutto!, de Guido Chiesa (2020)
- Il caso Pantani - L'omicidio di un campione, de Domenico Ciolfi (2020)
- Fortuna, de Nicolangelo Gelormini (2020)
- Appunti di un venditore di donne, de Fabio Resinaro (2021)
- Una relazione, de Stefano Sardo (2021)

### Televisión
- Più leggero non basta - telefilme (1998)
- Il sequestro Soffiantini - telefilme (2002)
- Mi casa en Umbría - telefilme (2003)
- Nassiryia - Per non dimenticare - telefilme (2007)
- Aldo Moro - Il presidente - telefilme (2008)
- Caccia al re - La narcotici - serie de televisión, 6 episodios (2011)
- Sfida al cielo - La narcotici 2 - serie de televisión, 4 episodios (2015)
- Squadra mobile - serie de televisión, 14 episodios (2017)

## Premios y nominaciones
David de Donatello
| Año  | Categoría              | Película             | Resultado |
| ---- | ---------------------- | -------------------- | --------- |
| 2002 | Mejor actor de reparto | Santa Maradona       | Ganador   |
| 2010 | Mejor actor            | Fortapàsc            | Nominado  |
| 2014 | Mejor actor de reparto | Smetto quando voglio | Nominado  |

Festival Internacional de Cine de Mar del Plata
| Año  | Categoría   | Película       | Resultado |
| ---- | ----------- | -------------- | --------- |
| 2002 | Mejor actor | Santa Maradona | Ganador   |

Nastro d'argento
| Año  | Categoría              | Película                     | Resultado |
| ---- | ---------------------- | ---------------------------- | --------- |
| 2002 | Mejor actor de reparto | Santa Maradona               | Nominado  |
| 2007 | Mejor director novel   | Sangue - La morte non esiste | Nominado  |
| 2009 | Mejor actor            | Fortapàsc                    | Nominado  |

Ciak d'oro
| Año  | Categoría              | Película                     | Resultado |
| ---- | ---------------------- | ---------------------------- | --------- |
| 2002 | Mejor actor de reparto | Santa Maradona               | Nominado  |
| 2007 | Mejor montaje          | Sangue - La morte non esiste | Nominado  |